# 中日ハウジングセンター

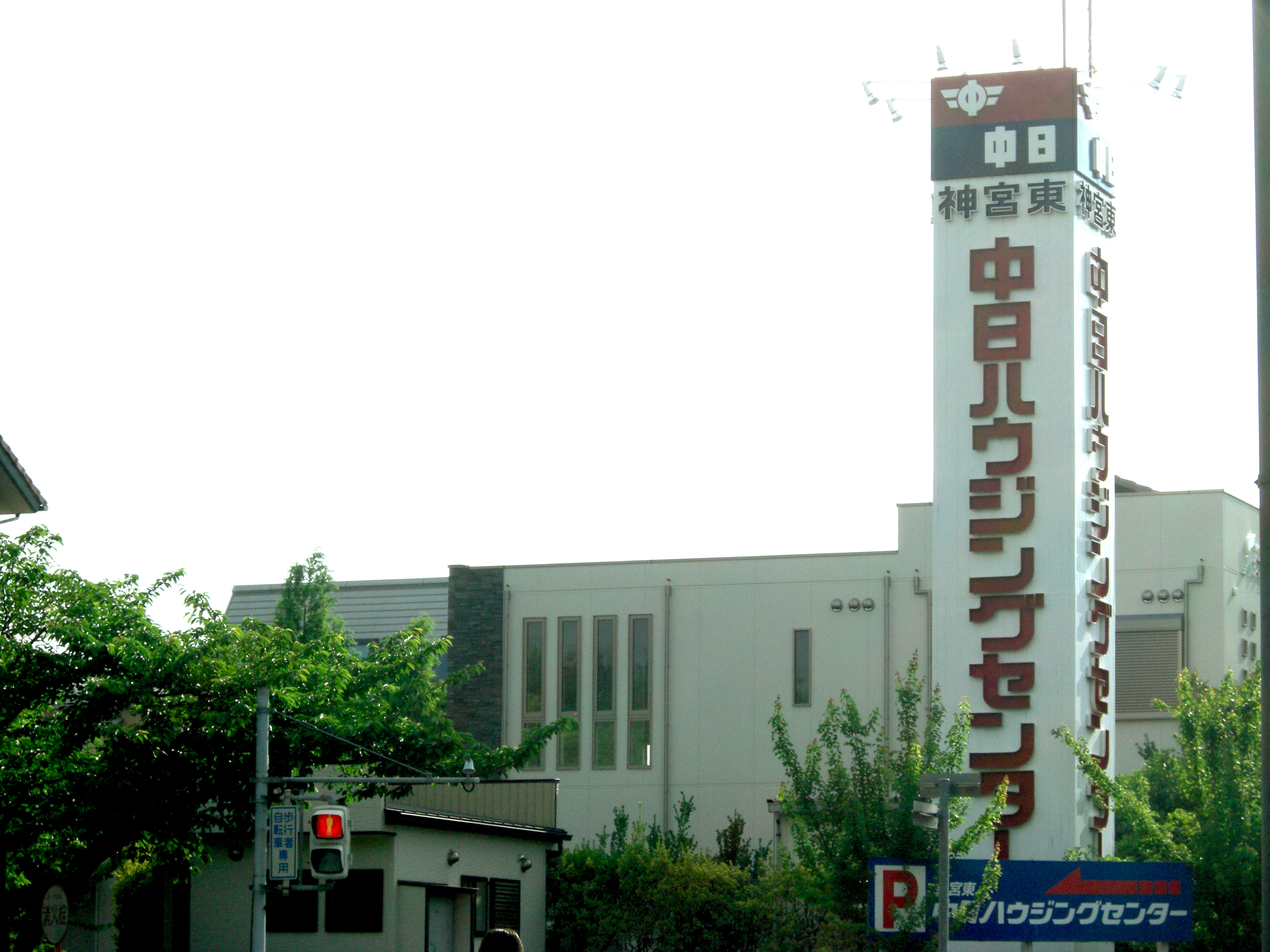
神宮東中日ハウジングセンター

中日ハウジングセンター（ちゅうにちハウジングセンター）は、中日新聞社他が運営している住宅展示場。愛知・岐阜・三重・静岡（浜松市に2007年（平成19年）〜）の各地に展示会場を設置。

## 展示会場

### 現在
- 新・神宮東中日ハウジングセンター （愛知県名古屋市熱田区）2019年（令和元年）7月6日熱田区内にて移転、改称（三本松町→六野）。旧会場の跡地に2026年夏に開業予定の名古屋四季劇場が建設予定
- 岡崎中日ハウジングセンター （愛知県岡崎市、石工団地の近く。）
- 豊橋中日ハウジングセンター （愛知県豊川市）
- 可児中日ハウジングセンター （岐阜県可児市）
- 大垣中日ハウジングセンター （岐阜県大垣市）2005年（平成17年）頃閉鎖したが（現在の徳洲会病院）、2007年（平成19年）に鶴見町にて再オープン。
- 三重中日ハウジングセンター （三重県四日市市）
- 浜北中日ハウジングセンター （静岡県浜松市浜名区）2007年（平成19年）11月3日オープン。

### 過去
- 岐阜中日ハウジングセンター （岐阜県岐阜市）閉場。
- 津総合ハウジングセンター　（三重県津市。現在は『中日新聞津ハウジングセンター』と名称変更。）
- 伊勢中日ハウジングセンター（三重県伊勢市）閉鎖。
- 黒川東中日ハウジングセンター （愛知県名古屋市北区）東海テレビ放送・東海ラジオ放送が中日新聞とともに運営に関係していた。閉鎖。跡地にFEEL黒川東店、マンション「MID WARD CITY」を建設中。

## CMを放送している放送局
東海ラジオ放送では、展示会場のラジオCMが木曜日から日曜の朝の自社制作のワイド番組で放送されている。黒川東･大垣のCMも当初はイベントが開催される際を中心に東海ラジオアナウンサーによるナレーションのCMが放送された後、東海ラジオアナウンサーによる東海ラジオオリジナルのCMが放送されている（サウンドロゴは中日‐以下に共通サウンドロゴを使用している）。一時期放送されるCMが全て新しいバージョンに切り替わった事があったが、しばらくして元のバージョンに切り替わったがその後第３のバージョンに切り替わった。なお「津総合」だけは異なるサウンドロゴを使用していた。
岐阜エフエム放送では、大垣中日ハウジングセンターのCMが当初は東海ラジオで放送されているものが放送されていたが、2008年以降は同局アナウンサーによる独自のバージョンが放送されている。
東海テレビ放送では、神宮東中日ハウジングセンターのTVCMを不定期で放送しているほか、黒川東中日ハウジングセンターがオープンしてからは、ごく稀に放送されるようになった。
三重県内の中日新聞系列である三重テレビ放送では広域にわたり電波が発信されているが、本来の放送エリアである三重県の視聴者を考慮してか、三重中日ハウジングセンターのCMがよく流れている（津総合も名称が変わるまでは放送されていた）。また三重エフエム放送でも同様に三重のCMが放送されている。
浜北中日ハウジングセンターのCMは中日傘下のテレビ静岡と静岡朝日テレビで放送している。
なお中日新聞系列の中部日本放送（CBCテレビ&CBCラジオ）は自社で住宅展示場「CBCハウジング」を持つこともあり、CMは放送されない。